# Jordbro gravfält
Jordbro gravfält anses vara ett av Nordens största gravfält, dock åtminstone Mälardalens största, och härrör från äldre järnåldern, eventuellt ännu tidigare. Fältet ligger i Haninge kommun, Stockholms län. Det är beläget söder om bostadsområdet Jordbro, cirka en kilometer från Jordbro station, eller ungefär en och en halv kilometer norr om Västerhaninge samhälle och station. Sydost om gravfältet ligger naturreservatet Gullringskärret.

## Beskrivning
Gravfältet består av cirka 660 fornlämningar från tiden 500 f. Kr. till 500 e. Kr. Dessa består av en gravhög, ett par gravrösen, drygt 300 stensättningar i olika former, två skeppssättningar, fjorton domarringar, 38 fyrkantiga stenkretsar, omkring 300 resta stenar och tre hålvägar. Gravfältet som är relativt högt beläget på en sydslänt av Jordbromalms rullstensås var bebott redan på äldre stenåldern då området låg vid en havsstrand.
Man har spekulerat om folk kom till detta gravfält med båtar för att begrava sina döda. Men egentligen vet man föga om vilka som ligger begravda här, eller varifrån de fördes hit. Mest troligt är att det varit ett gemensamt bygdegravfält för Öster- och Västerhaninge. Gravfältet är ungefär en halv kilometer långt och cirka 300 meter brett. Nynäsbanan skär tvärs genom fältet och delar detta i två delar. Dessa delar är förenade med en gångtunnel under spåren vid gården Björklund. 
I samband med att Nynäsbanan vidgades till dubbelspår 1993-1994, gjorde man vissa utgrävningar vid gravfältet. På järnvägens västra sida avlägsnade man ytskiktet av humus och blottlade på så vis ett flertal stensättningar. Öster om järnvägen är stensättningarna inte så synliga - många av dem kan man endast ana genom att observera upphöjningarna i marken. Däremot finns det fler resta bautastenar, stenkretsar och rösen här i gravfältets östra område. Man gjorde även en mindre utgrävning i en sandig järnvägsbank i gravfältets norra kant, öster om spåret. Där hittade man då lämningar efter en hydda från stenåldern.
Idag hålls fältet öppet genom Länsstyrelsens och Haninge kommuns försorg. Man gallrar skogen och slår gräset. Intill gång- och cykelvägen som går över hela gravfältet har man placerat ett antal bord och bänkar.

### Bilder

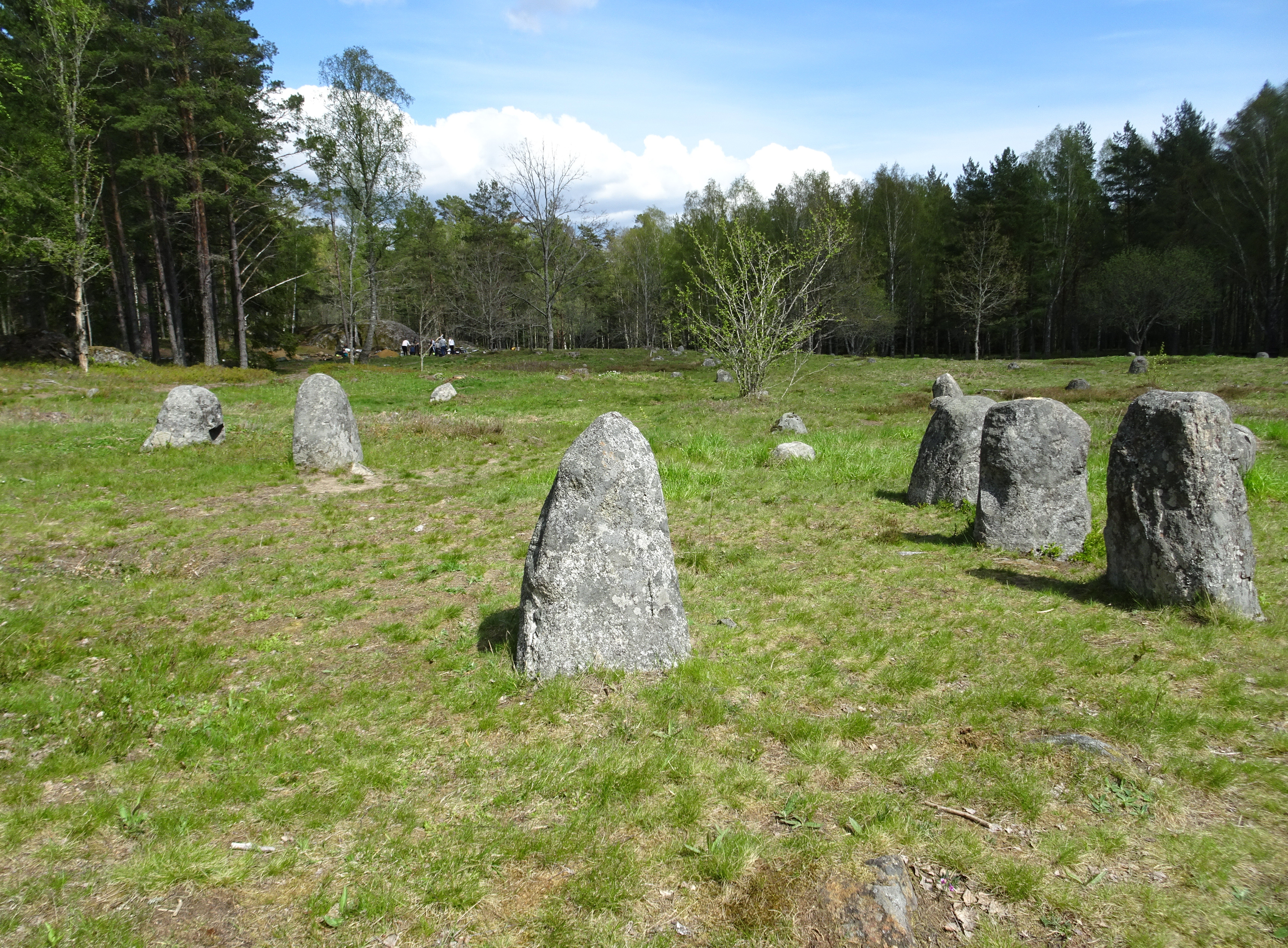
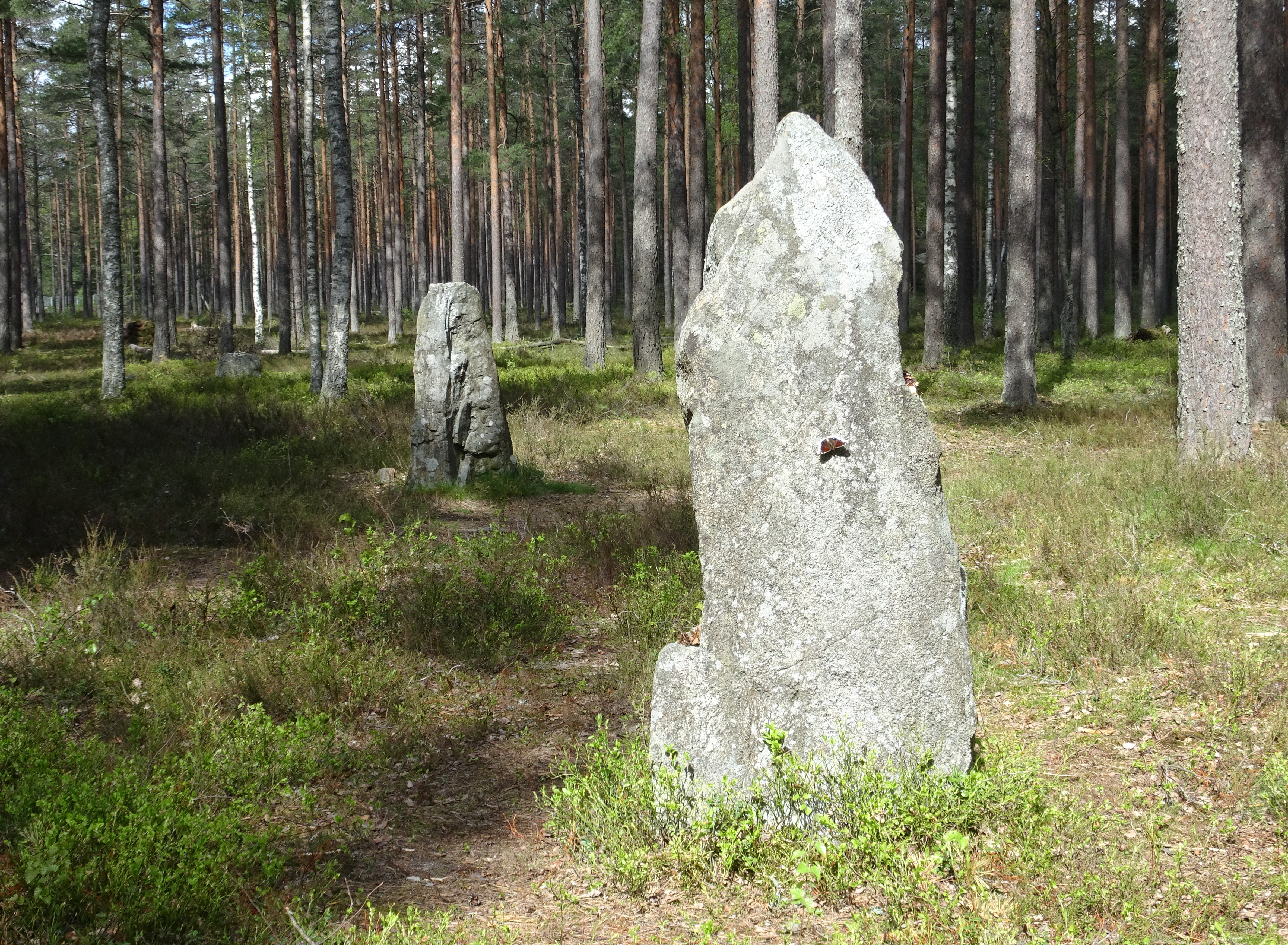
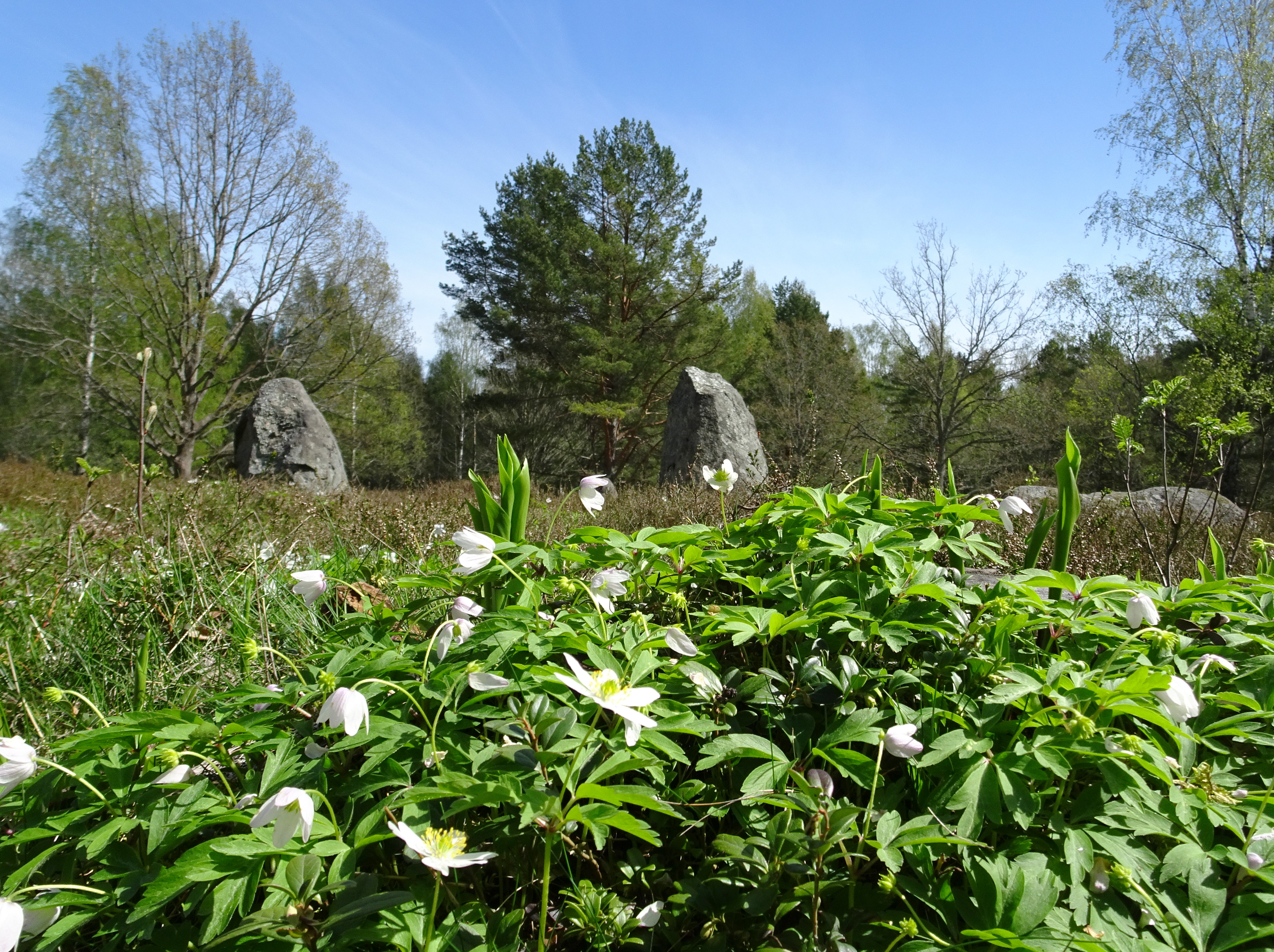
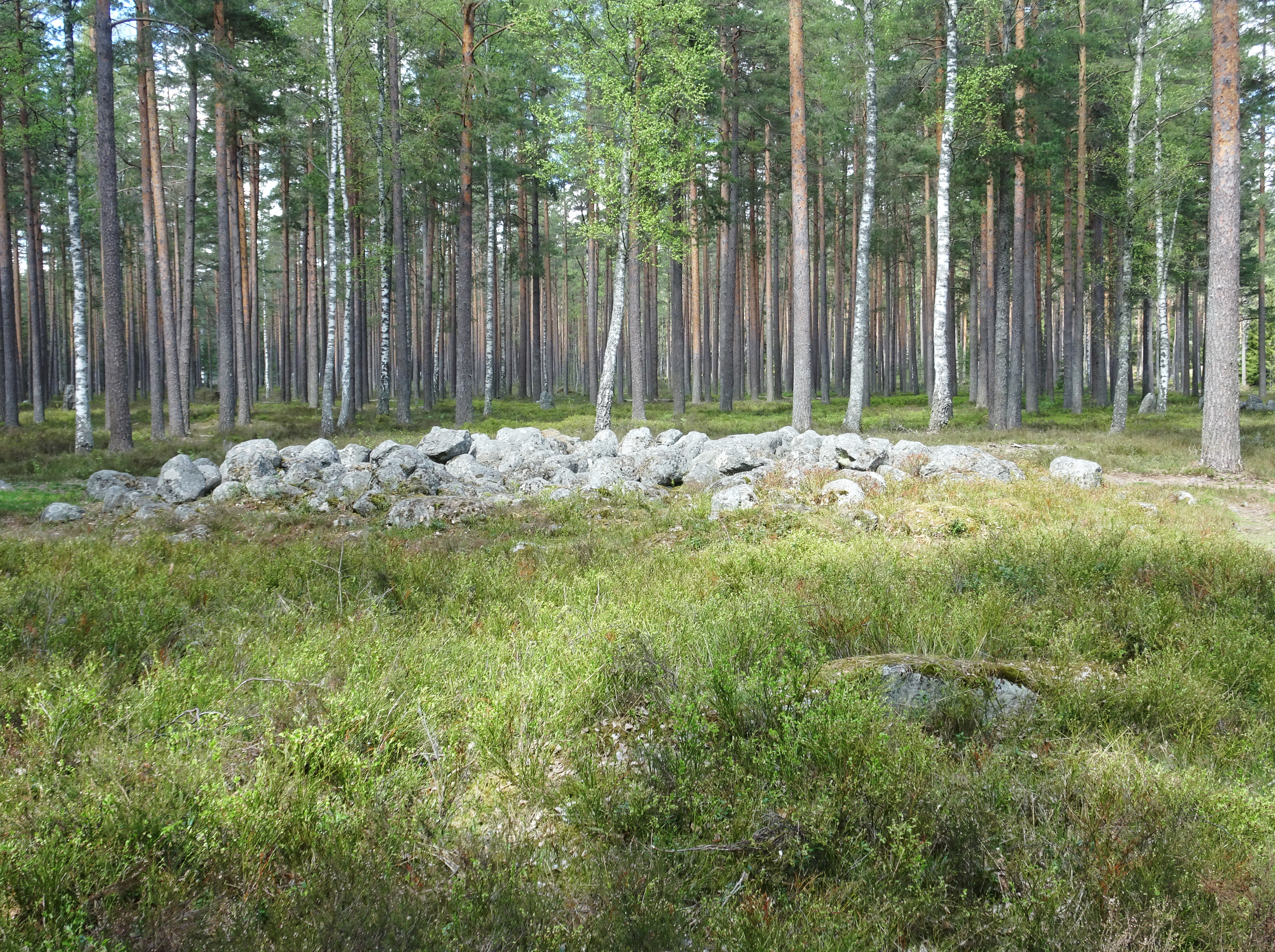

## Utgrävningar
I maj 2021 utfördes arkeologiska utgrävningar i Jordbro gravfält. Utgrävningen är del av det övergripande forskningsprojektet kallat Human interaction in the Scandinavian Stone Age (Kulturell interaktion under mellansvensk stenålder) som är ett samarbete mellan universiteten i Uppsala, Stockholm och Oslo. Tanken med projektet är att studera "mänsklig interaktion, populationsutveckling och teknologisk komplexitet" i östra Mellansverige under stenåldern. Den nu aktuella utgrävningen är tänkt att pågår i tre år. I maj 2021 koncentrerar man sig på Jordbrogravfältets norra del där en tidigare okänd stenåldersboplats framkom under 2019 års undersökningar.

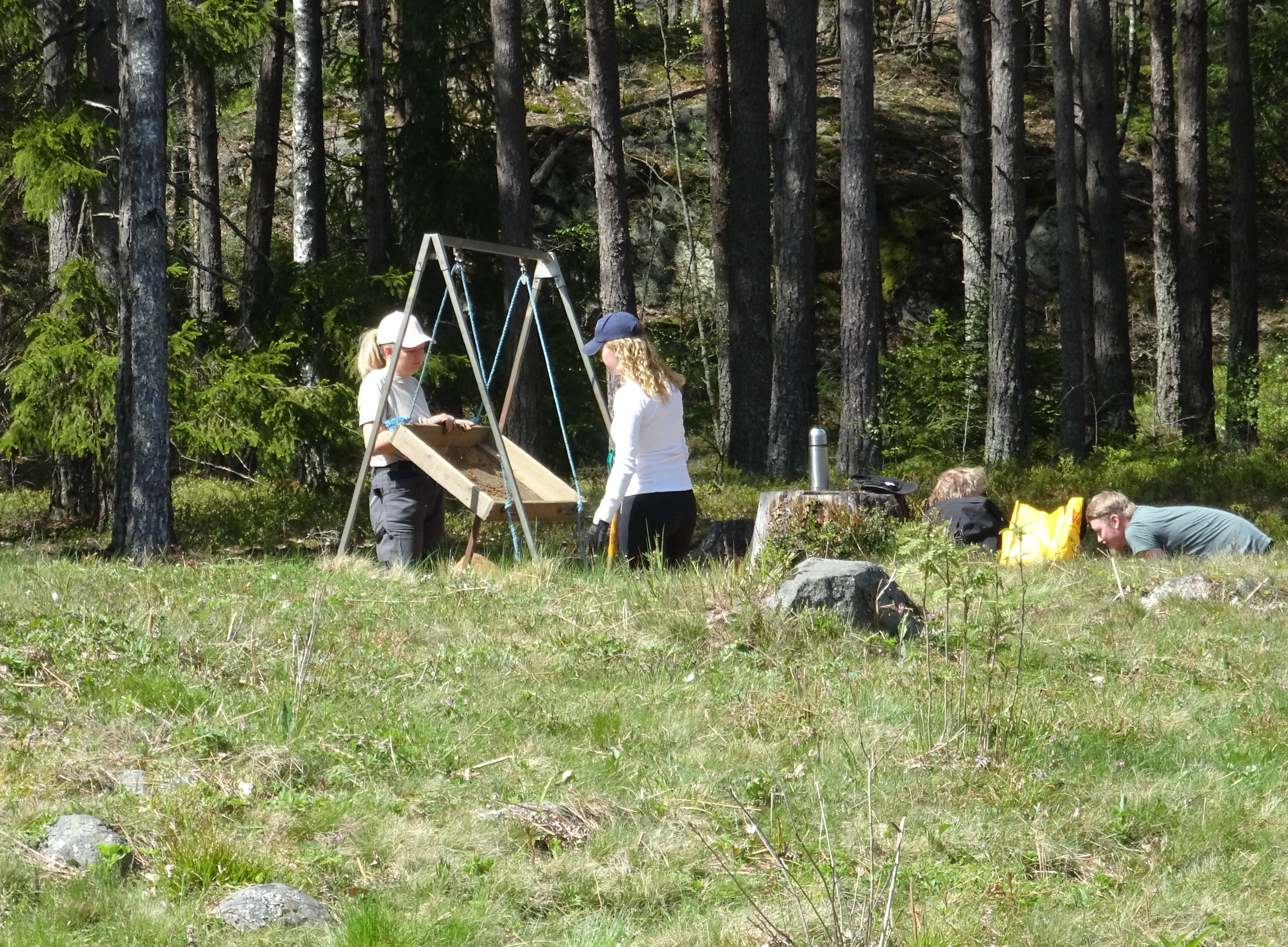
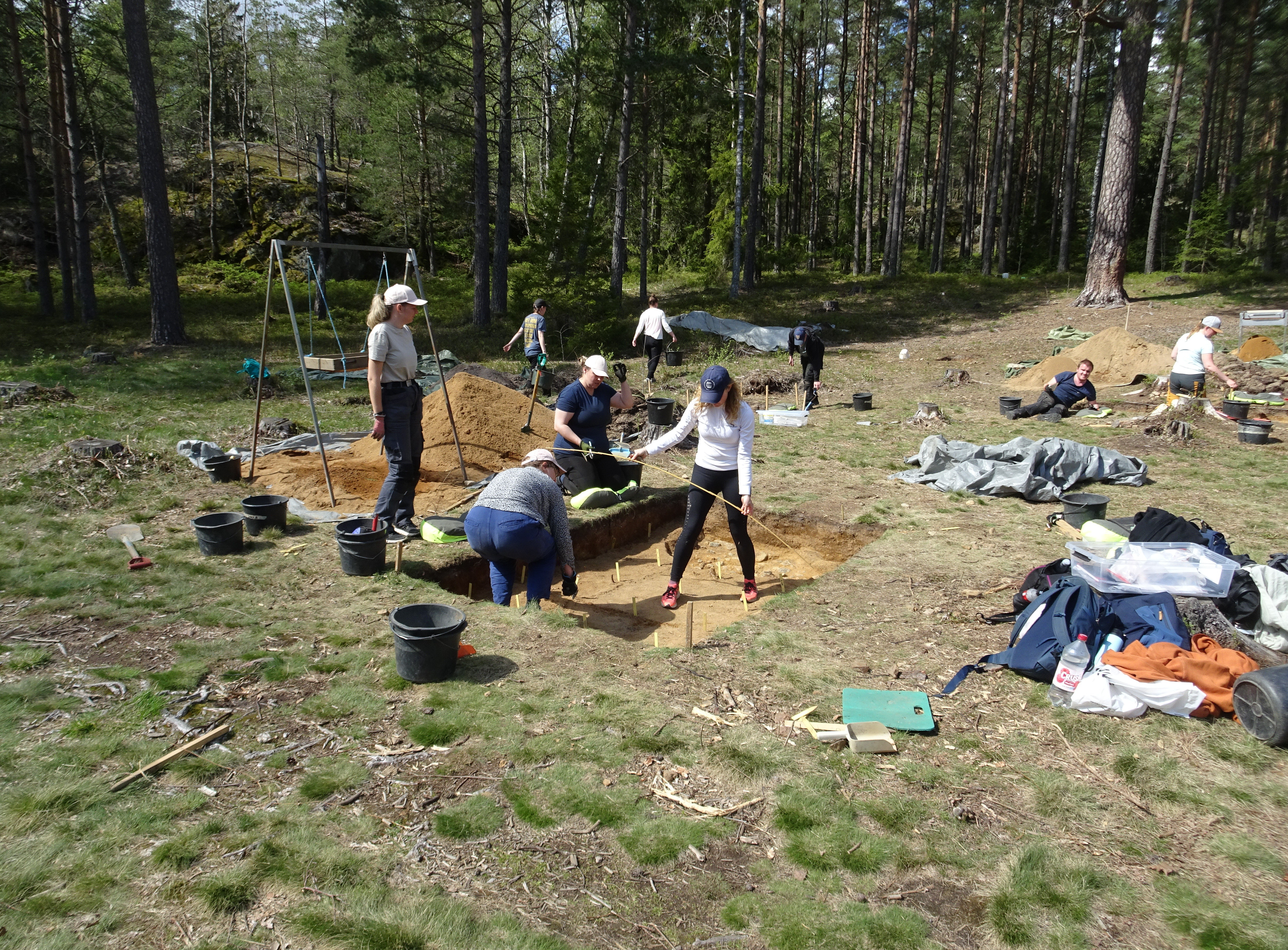
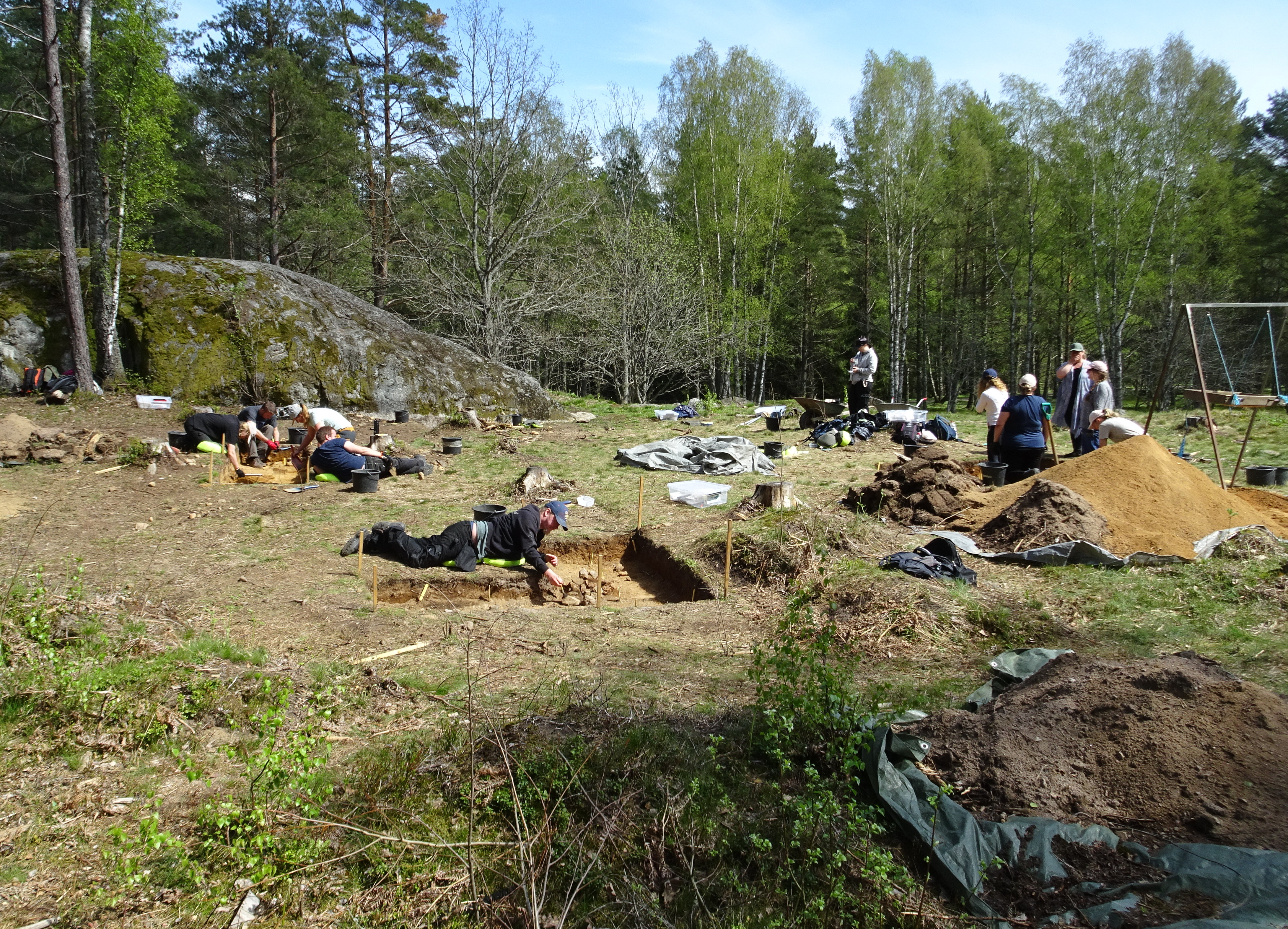
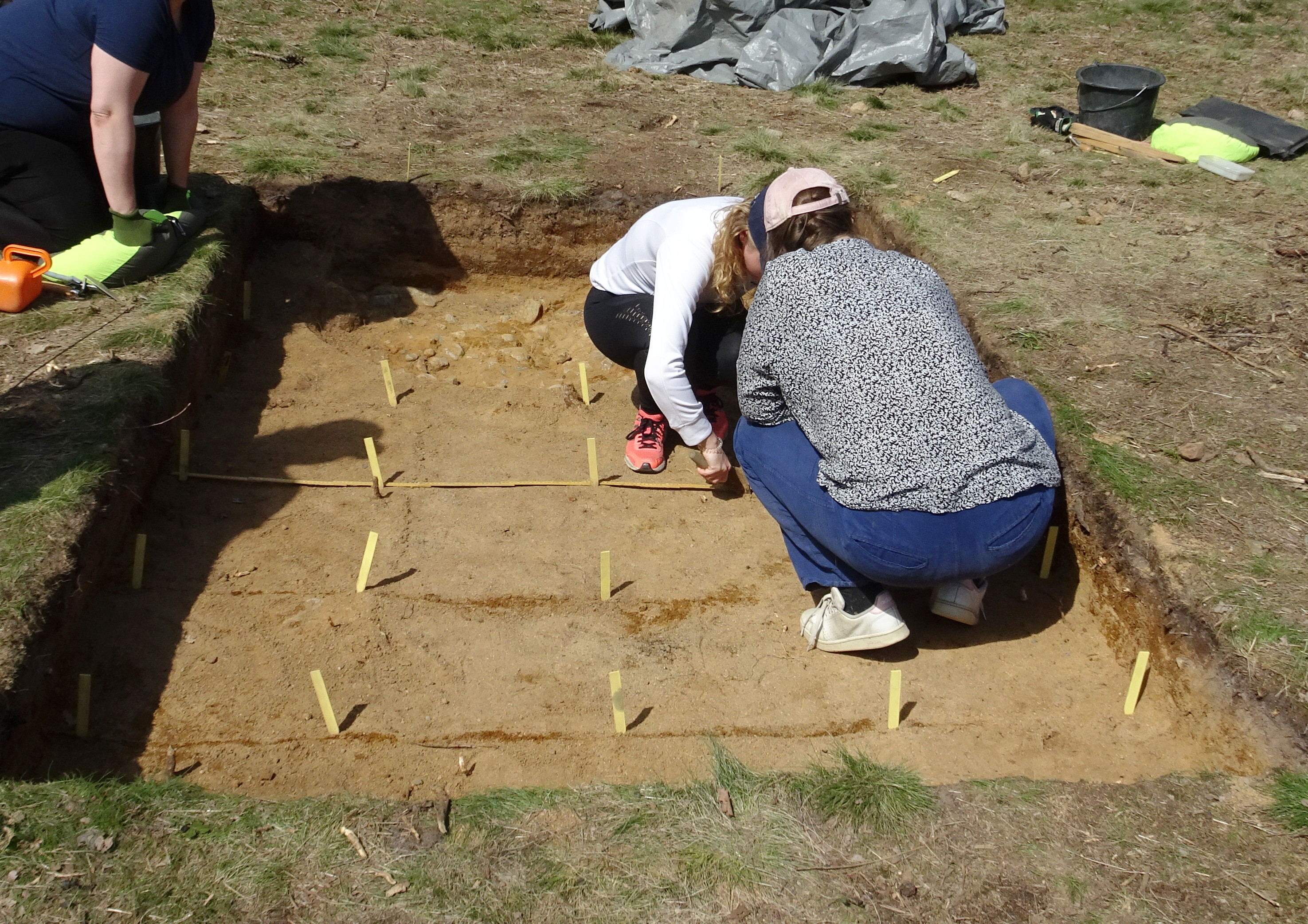